# Тирант Белый
«Тира́нт Белый» (кат. Tirant lo Blanc) — рыцарский роман Жуанота Мартуреля. Написан на каталанском языке.
Роман начат Мартурелем ок. 1460 года, а после его смерти доведён до конца неким Марти Жоаном де Гальбой (степень его авторского участия остается невыясненной, но вряд ли она была очень большой). Опубликован в Валенсии в 1490 году, переведён в XVI веке на кастильский и итальянский языки, в XVIII веке — на французский. При первых публикациях роман не был разделён на главы. Это один из немногих рыцарских романов, «спасённых» Сервантесом от огня во время «ревизии библиотеки Дон Кихота».

## Сюжет
Первую часть источника, рассказ о том, как бедный рыцарь завоевал сердце и руку дочери могущественного феодала, графа Вероика, Мартурель опускает. Его Гильем де Вероик давно женат, давно наследовал титул покойного тестя и внезапно решает оставить брани, свет, жену и идти паломником в Иерусалим. Это вторая часть английского и французского романов. Перед возвращением в Англию он распускает слух о своей смерти и живёт отшельником, никем не узнанный, неподалёку от родного замка. 
Вновь взяться за меч его заставляет нашествие сарацин, захвативших всю Англию и осадивших Варвикский замок, где укрылся английский король. Граф-отшельник берёт на себя командование английскими войсками, наносит поражение неверным и вновь удаляется в свой скит.
Граф сидит у ручья, неподалёку от своей убогой хижины, погружённый в чтение книги. За этим занятием его застает конный рыцарь. Это и есть герой романа Тирант Белый («Белый», каталанск: ."lo Blanc" он потому, что его мать звали Бланкой), рыцарь из Бретани, направляющийся к лондонскому двору, где в честь бракосочетания английского короля и французской принцессы целый год будут происходить праздники и турниры. Знакомство графа с Тирантом — первая ступень рыцарской инициации героя. Он познаёт смысл ордена, посвящения в который ищет: граф читает ему главы из своей книги, которая оказывается трактатом о рыцарстве Раймунда Луллия. Вновь они увидятся через год: Тирант заезжает к графу по дороге на родину, и тот выслушивает подробный рассказ об успехах своего ученика. Больше мы Гильема де Вероика на страницах романа не встретим.
Иоанниты на Родосе осаждены сарацинским войском и взывают о помощи. Тирант на свои средства снаряжает корабль и приводит его на Родос. Положение осажденных безнадёжное, но Тиранту удаётся с помощью остроумного приспособления сжечь флагманский корабль генуэзцев, союзников египетского султана, что вызывает панику в стане неприятеля и решает исход войны. Затем Тирант направляется в Константинополь, куда его вызывает император Византии, терпящий бедствие в войне с турками. Немедленно по прибытии Тирант назначается главнокомандующим, а увидев дочь императора Кармезину, впервые познает любовь.
Посреди кампании буря унесла его корабль и разбила о скалы. Но Тирант от пленника, закованного в цепи, поднялся до повелителя всей Берберии. Покорив Африку, Тирант направляет войска в Византию, где лишь столица ещё остается под властью императора. Одним ночным ударом он уничтожает неприятельский флот, а затем неожиданным манёвром запирает войско противника в ловушке, вынуждая его к сдаче. Тирант на вершине успеха: он увенчан титулом цезаря, назначена его свадьба с принцессой. И вдруг от резей в желудке Тирант умирает, составив завещание; умирает от горя принцесса, также не забывшая огласить свою предсмертную волю, умирает император.
После смерти императора вдовствующая императрица выходит замуж за родственника Тиранта Ипполита и провозглашает его императором. Ипполит окончательно изгоняет всех врагов, после смерти жены вновь женится и основывает династию, благодаря которой в Византии воцаряется мир и благоденствие.

## В литературе
— С нами крестная сила! — возопил священник. — Как, и Тирант Белый здесь? Дайте-ка мне его, любезный друг, это же сокровищница наслаждений и залежи утех. В нём выведены доблестный рыцарь дон Кириэлейсон Монтальванский, брат его, Томас Монтальванский, и рыцарь Фонсека, в нём изображается битва отважного Тиранта с догом, в нём описываются хитрости девы Отрады, шашни и плутни вдовы Потрафиры и, наконец, сердечная склонность императрицы к её конюшему Ипполиту. Уверяю вас, любезный друг, что в рассуждении слога это лучшая книга в мире. Рыцари здесь едят, спят, умирают на своей постели, перед смертью составляют завещания, и ещё в ней много такого, что в других книгах этого сорта отсутствует. Со всем тем автор её умышленно нагородил столько всякого вздора, что его следовало бы приговорить к пожизненной каторге. Возьмите её с собой, прочтите, и вы увидите, что я сказал о ней истинную правду.
— «Дон Кихот»

## Экранизации и адаптации
- В 2006 году был выпущен снятый по мотивам романа художественный фильм режиссёра Висенте Аранда, который в российском прокате вышел под названием «Византийская принцесса».

- В 2007 году вышел роман Елены Хаецкой «Византийская принцесса», который представляет собой попытку "органичной литературной модернизации" романа Мартуреля[6].